# Darvas Ferenc (zeneszerző)
Darvas Ferenc (Budapest, 1946. június 6. –) magyar zeneszerző, zongorista. Színházi munkáinak száma meghaladja a százötvenet.

## Életút
Édesapja, Darvas Szilárd az ötvenes évek egyik legnépszerűbb magyar művésze.
Első szerzeménye – 16 évesen – Darvas Szilárd egyik verse, A pesti villamos megzenésítése volt, melyet a Magyar Rádióban Mezey Mária előadásában mutattak be. Bátyjával, Darvas Lászlóval együtt a papa számos írásának ihletői, szereplői.
A legtöbbet foglalkoztatott színházi zeneszerző, alkalmi együtteseivel közreműködő is. A Budapesti Katona József Színházban az ő zenéjével százötvenszer került színre a Talizmán című Nestroy-darab. Az Örkény István Színházban 2010-ben is sikeresen a játsszák a Jó gyerekek képeskönyve című rémvarietét, melyben a The Tiger Lillies zenéjét Darvas Ferenc és zenésztársai tolmácsolják.
Munkássága egyik fontos részét képezik a színházi dalok. Többek közt Bereményi Géza, Rigó Béla szövegeire írt zenét, de a legfontosabb szerzőtársa Várady Szabolcs. A Darvas-Várady szerzőpáros 2010-ben is írt új dalokat, a Radnóti Színház számára Heltai Jenő: Naftalin c. darabjához.
Számos filmhez, tévé és rádiójátékhoz komponált zenét. Zongorarögtönzéseivel a némafilmek világát elevenítette meg több múltat idéző mozielőadáson.
Elismert zongorakísérő. Többek között Csákányi Eszter, Koltai Róbert és Eszenyi Enikő partnere.
Az Örkény István Színház Kasimir és Karoline című produkciójában a zongorakísérő, állandó színpadi jelenlétével főszerepet kap. Miközben az író, Ödön von Horváth instrukciójának megfelelően zenét rögtönöz, a hatvankét "bábszínházi" jelenetet elővezeti, narrációjával összeköti.
Egy kuriózum: Bereményi Gézával írt táncdalának – Sosem felejtem én – előadója az ötvenes évek sztárja, Putnoki Gábor volt.
Gyermekei, Darvas Kristóf és Darvas Benedek, édesapjukhoz hasonlóan zenei pályára léptek, mindketten kötődnek a színházi miliőhöz is.
Hobbija, több mint meglepő. Négyjegyű számok azonnali összeszorzásával ejti ámulatba a társaságába kerülőket, de eredeti produkcióival időnként fejszámolóművészként is fellép. Ennek kapcsán egy kis kötetet is megjelentetett.
11 éves kora óta pingpongozik, hatvanon túl is aktív, igazolt versenyző, Budapest I/A és I/B osztályban játszik.
A művészvilág, a belváros jellegzetes alakja. Öltözete évszaktól és alkalomtól függetlenül: ingujj, edzőcipő.
Pataki Éva a Nagyvárosi mesék – Darvas Ferenc zeneszerző, zongorista című dokumentum filmjében – ritka alkalom – az apa és két fia együtt szerepel.

## Műveiből
(A teljesség igénye nélkül)

### Színház
| - Csukás István: Ágacska - Grimm testvérek: Csipkerózsika - Sultz Sándor: Kőmanó - Gianni Rodari: Hagymácska - Mosonyi Aliz: Illemtan gyerekeknek - Vörös István: Kőválasz - Litvay Nelli: A lovaggá ütött vándor - Szabó Borbála-Varró Dániel: Líra és Epika - Erich Kästner: Május 35 - Lázár Ervin: A legkisebb boszorkány | - Oscar Wilde: Bunbury - Tersánszky Józsi Jenő-Örkény István: Kakukk Marci - David Rogers – Várady Szabolcs: Tom Jones - Parti Nagy Lajos: Ibusár (huszerett!) - Pintér Béla - Korcsula - Az Őrült, az Orvos, a Tanítványok és az Ördög - Szép Ernő: Kávécsarnok; Tűzoltó - Hugo von Hofmannsthal: Akárki - Heltai Jenő-Várady Szabolcs: Naftalin |

| - Bereményi Géza - A tanítványok - Eldorádó - A turné - Ledniczky Márton: Volt egyszer egy légió - Gyarmati Lívia: Szökés - Jeles András: Álombrigád. Társszerző: Melis László - Hajdú Szabolcs: Fehér tenyér - Kékesi Attila: A forradalom arca - Erdőss Pál: A budakeszi srácok - Koltai Róbert - Megy a gőzös - Ámbár tanár úr (Társszerző: Somló Tamás) - Deák Krisztina - A miskolci boniésklájd - Eszterkönyv - Sőth Sándor - A nagy vonatrablás - A szárnyas ügynök | - Zsurzs Éva - Csalódások - A törökfejes kopja - Kollányi Ágoston: Noé bárkái - Gyarmati Lívia: A lépcső - Bohák György - Kérők - Pintyőke cirkusz, világszám! - Ciki, te boszorkány - Zsámbéki Gábor-Gazdag Gyula: A bűvös erdő - Molnár György - Három idegen úr - Vörös vurstli - Felvidéki Judit: Pá Drágám - Pajer Róbert - Ördög vigye - Lila tündér lesz - Zilahy Tamás: Szentek és bolondok |

## Kötetei
- Számcirkusz. Trükkök és titkok fejszámolóknak; ill. Felvidéki András; Typotex, Bp., 2018 (A logika világa)
- Álomtár; szerzői, Bp., 2019[5]

## Vallomás
"Édesapám – Darvas Szilárd – ismert kabarettista és humorista volt. Korán – ’61-ben – halt meg, az egyik legnépszerűbb ember volt Budapesten, nagyon szerették a humorát. Őt sokszor láttam fellépni gyerekkoromban, és ez adott egy lökést. Nagyon korán kezdtem, kuplékkal, sanzonokkal. Erős hajlam van bennem a könnyű műfaj, a szórakoztató zene iránt. Táncdalokat is írtam, rengeteg sanzont, színészeket is nagyon sokszor kísértem. Eszenyi Enikő egyszemélyes műsorában is most én vagyok a zongorista. Ez egy rendes, egész estét betöltő, két óránál hosszabb műsor. Szinte csak alkalmazott zenét szereztem világéletemben. Nincs olyan munkásságom, mint egy zeneszerzőnek általában: kamaraművek, szonáták, szimfóniák stb. Egész egyszerűen azért nem, mert úgy érzem, ízig-vérig színházi ember, a dramatikus kísérőműfaj zenésze vagyok..."

## Díjak
- Fényes Szabolcs-díj (2000)
- Erkel Ferenc-díj (2010)

## Kép és hang
- Portré, számokkal
- A Kőmanó olvasópróbáján
- Nagyapától unokáig. NÉPSZABADSÁGONLINE
- Egy zongoradarab bravúros előadása, felcserélt kezekkel (Chopin: g-moll ballada)